# Konklawe 1458
Konklawe 16-19 sierpnia 1458 – konklawe, które wyniosło na tron papieski Piusa II.

## Śmierć Kaliksta III
Papież Kalikst III zmarł 6 sierpnia 1458 roku w wieku 79 lat. Jego rządy nie były popularne wśród Rzymian, gdyż uważano (nie bez racji), że nadmiernie faworyzował on swoich krewnych i rodaków z Hiszpanii (m.in. mianował kardynałami swoich dwóch siostrzeńców, Luisa Juana i Rodrigo, ten drugi otrzymał najważniejszy urząd kurialny wicekanclerza Kościoła). Ludzie ci nadużywali swojej władzy do tego stopnia, że zaraz po śmierci Kaliksta na terytoriach papieskich doszło do spontanicznych wystąpień przeciw „Katalończykom”. Ponadto kardynał Ludovico Trevisan, który pełnił urząd kamerlinga Świętego Kościoła Rzymskiego, odpowiedzialny za zarządzanie miastem w okresie sediswakancji, dowodził wówczas flotą papieską na Morzu Śródziemnym i nie był obecny w Rzymie przez cały rok 1458.

## Śmierć kardynała Domenico Capranici
Konklawe 1458 roku odbywało się pięć lat po upadku Konstantynopola oraz zwycięskim dla Francji zakończeniu wojny stuletniej. Francja stała się wówczas najpotężniejszym mocarstwem Europy. Większość włoskich państw obawiała się tej potęgi. Neapol, Genua i Mediolan – najważniejsze państwa Półwyspu Apenińskiego – dążyły za wszelką cenę do niedopuszczenia do wyboru Francuza na tron papieski. Kandydatem Włochów był kardynał Domenico Capranica (poparcia udzielali mu zwłaszcza mediolańczycy). Nieoczekiwanie jednak w dniu 14 sierpnia 1458, dwa dni przed rozpoczęciem konklawe, 58-letni Capranica zmarł.

## Lista uczestników konklawe
Po śmierci kardynała Capranici Święte Kolegium liczyło 26 członków. W konklawe wzięło udział 18 z nich:
- Giorgio Fieschi (nominacja kardynalska: 18 grudnia 1439) − kardynał biskup Ostia e Velletri; administrator diecezji Albengi
- Izydor z Kijowa; Kardynał z Rusi[5] (18 grudnia 1439) − kardynał biskup Sabiny; administrator kościoła prezbiterialnego Ss. Marcelino e Pietro; administrator archidiecezji Nikozji
- Bessarion OBas; Kardynał z Nicei[5] (18 grudnia 1439) − kardynał biskup Tusculum; komendatariusz kościoła prezbiterialnego Ss. XII Apostoli; tytularny arcybiskup Teb; administrator diecezji Pampeluny; komendatariusz opactwa terytorialnego S. Cristoforo w Casteldurante
- Guillaume d’Estouteville; Kardynał z Rouen[5] (18 grudnia 1439) − kardynał prezbiter Ss. Silvestro e Martino; arcybiskup Rouen; administrator diecezji Saint-Jean-de-Maurienne; archiprezbiter bazyliki liberiańskiej
- Juan Torquemada OP; Kardynał S. Sisto[5] (18 grudnia 1439) − kardynał prezbiter S. Maria in Trastevere; administrator diecezji suburbikarnej Palestriny; komendatariusz kościoła prezbiterialnego S. Sisto; komendatariusz opactwa terytorialnego Subiaco
- Antonio de la Cerda OSsT; Kardynał z Léridy[5] (16 lutego 1448) − kardynał prezbiter S. Crisogono; biskup Léridy; administrator diecezji Giovinazzo
- Latino Orsini (20 grudnia 1448) − kardynał prezbiter Ss. Giovanni e Paolo; administrator archidiecezji Bari; komendatariusz opactwa terytorialnego Farfa
- Alain de Coëtivy; Kardynał z Awinionu[5] (20 grudnia 1448) − kardynał prezbiter S. Prassede; biskup Awinionu; administrator diecezji Nîmes i Dol
- Filippo Calandrini; Kardynał z Bolonii[5] (20 grudnia 1448) − kardynał prezbiter S. Lorenzo in Lucina; komendatariusz kościoła prezbiterialnego S. Susanna; biskup Bolonii
- Pietro Barbo; Kardynał z Wenecji[5] (1 lipca 1440) − kardynał prezbiter S. Marco; komendatariusz diakonii S. Maria Nuova; biskup Vicenzy; archiprezbiter bazyliki watykańskiej
- Luis Juan del Mila y Borja; Kardynał z Segorbe[5] (20 lutego 1456) − kardynał prezbiter Ss. IV Coronati; administrator diecezji Segorbe; legat apostolski w Bolonii
- Juan de Mella; Kardynał z Zamory[5] (17 grudnia 1456) − kardynał prezbiter S. Prisca; biskup Zamory
- Giovanni Castiglione; Kardynał z Pawii[5] (17 grudnia 1456) − kardynał prezbiter S. Clemente; biskup Pawii
- Enea Silvio Piccolomini; Kardynał ze Sieny[5] (17 grudnia 1456) − kardynał prezbiter S. Sabina; biskup Warmii; administrator diecezji Sieny
- Giacomo Tebaldi; Kardynał z Neapolu[5] (17 grudnia 1456) − kardynał prezbiter S. Anastasia; arcybiskup Neapolu; kamerling Świętego Kolegium Kardynałów
- Prospero Colonna (24 maja 1426) − kardynał diakon S. Giorgio in Velabro; protodiakon Świętego Kolegium Kardynałów
- Jaime z Portugalii; Kardynał z Portugalii[5] (20 lutego 1456) − kardynał diakon S. Eustachio; administrator archidiecezji Lizbona i diecezji Pafos
- Rodrigo Borgia; Kardynał Wicekanclerz[5] (20 lutego 1456) − kardynał diakon S. Nicola in Carcere Tulliano; wicekanclerz Świętego Kościoła Rzymskiego; administrator diecezji Walencji; naczelny wódz armii papieskiej; legat apostolski w Marchii Ankońskiej

Wśród elektorów było ośmiu Włochów, pięciu Hiszpanów, dwóch Francuzów, dwóch Greków i Portugalczyk. Siedmiu z nich mianował Kalikst III, sześciu Eugeniusz IV, czterech Mikołaj V, a jednego jeszcze Marcin V.

### Nieobecni
Nieobecnych było ośmiu kardynałów, w tym trzech Francuzów, dwóch Niemców, Węgier, Hiszpan i Włoch:
- Pierre de Foix OFM (1414) − kardynał biskup Albano; prymas Świętego Kolegium Kardynałów; legat apostolski i wikariusz w Awinionie; administrator archidiecezji Arles oraz diecezji Lescar i Dax
- Peter von Schaumberg; Kardynał z Augsburga[5] (18 grudnia 1439) − kardynał prezbiter S. Vitale; protoprezbiter Świętego Kolegium Kardynałów; biskup Augsburga
- Dénes Szécsi; Kardynał z Ostrzyhomia[5] (18 grudnia 1439) − kardynał prezbiter S. Ciriaco; arcybiskup Ostrzyhomia i prymas Węgier; kanclerz królestwa Węgier
- Ludovico Trevisan; Kardynał z Akwilei[5] (1 lipca 1440) − kardynał prezbiter S. Lorenzo in Damaso; patriarcha Akwilei; biskup Cava; kamerling Świętego Kościoła Rzymskiego; legat papieski wybrzeża i wysp Morza Śródziemnego; admirał floty papieskiej; komendatariusz opactw terytorialnych Vangadizza, Montevergine i Monte Cassino
- Jean Rolin; Kardynał z Autun[5] (20 grudnia 1448) − kardynał prezbiter S. Stefano al Monte Celio; biskup Autun
- Mikołaj z Kuzy; Kardynał S. Pietro in Vincoli[5] (20 grudnia 1448) − kardynał prezbiter S. Pietro in Vincoli; biskup Brixen; legat papieski w Niemczech i Anglii
- Richard Olivier de Longueil; Kardynał z Coutances[5] (17 grudnia 1456) − kardynał prezbiter bez tytułu; biskup Coutances
- Juan Carvajal; Kardynał S. Angelo[5] (16 grudnia 1446) − kardynał diakon S. Angelo in Pescheria; biskup Plasencii; legat papieski w Niemczech, Polsce i na Węgrzech

Czterech spośród nieobecnych mianował Eugeniusz IV, dwóch Mikołaj V, a po jednym Kalikst III i antypapież Jan XXIII.

## Kandydaci na papieża
Główny faworyt Włochów, Domenico Capranica zmarł nagle na dwa dni przed rozpoczęciem konklawe. Wówczas Ottone de Carretto, ambasador księstwa Mediolanu w Rzymie, podjął niekonsultowaną z nikim decyzję o udzieleniu poparciu kardynałowi Piccolominiemu ze Sieny. Podobną decyzję podjęli także neapolitańczycy, którzy podjęli wysiłki w celu pogodzenia zwaśnionych rodów rzymskich Colonna i Orsini oraz zapewnienia ich poparcia dla sieneńskiego kardynała. Ze strony Francuzów kandydatem był bogaty kardynał d'Estouteville, spokrewniony z rodem panującym we Francji. Za papabile uchodzili także Torquemada, Calandrini, Barbo, Castiglione i Bessarion.

## Konklawe
Konklawe rozpoczęło się 16 sierpnia, jednak zanim doszło do głosowań, kardynałowie wpierw ustalili tekst kapitulacji wyborczej. Zawierała ona następujące postanowienia:
- nowy papież miał obowiązek kontynuować krucjatę antyturecką „zgodnie z radami Kolegium Kardynałów”;
- papież winien konsultować ze Świętym Kolegium decyzje dotyczące nominacji na dworze papieskim, a także obsadę biskupstw i ważniejszych opactw; odstąpienie prawa nominacji biskupich na rzecz świeckich władców mogło nastąpić jedynie za zgodą kardynałów;
- ograniczenia dotyczące kreacji kardynalskich, ustanowione na Soborze w Konstancji, winny być ściśle przestrzegane
- papież nie mógł przekazać żadnemu świeckiemu księciu dochodów z opodatkowania duchowieństwa lub dóbr kościelnych
- każdy kardynał o dochodach mniejszych niż 4 tysiące florenów winien otrzymywać rentę w wysokości 100 florenów na miesiąc ze skarbca papieskiego.

Pierwsze głosowanie odbyło się 18 sierpnia 1458. Po pięć głosów otrzymali kardynałowie Piccolomini i Calandrini, podczas gdy żaden z innych kardynałów nie dostał więcej niż trzy głosy. Wówczas kardynał d'Estouteville rozpoczął intensywną agitację na rzecz swojej kandydatury, uciekając się nawet do prób przekupstwa. Wspomagał go w tym kardynał de Coëtivy, któremu obiecał urząd wicekanclerza. Wieczorem wydawało się, że d'Estouteville może liczyć już na 11 głosów, gdyż swoje poparcie obiecali mu kardynałowie Izydor z Kijowa, Bessarion, Fieschi, Torquemada, de Coëtivy, Colonna, Castiglione i Borgia, a Calandrini, Orsini i Tebaldi także skłaniali się ku głosowaniu na niego. Podobno rozmowy, w czasie których d'Estouteville składał elektorom obietnice łapówek, odbywały się w latrynach.
Przeciwnicy Francuza jednak nie próżnowali. Piccolomini straszył włoskich kardynałów „nowym Awinionem” (przeniesieniem  papiestwa do Francji) w przypadku wyboru kardynała d'Estouteville. Przeciwko francuskiemu kardynałowi działał także Pietro Barbo, który w nocy z 18 na 19 sierpnia zwołał do siebie wszystkich włoskich kardynałów oprócz Colonny i oświadczył im, że z nich wszystkich największe szanse na zwycięstwo ma Piccolomini, dlatego powinni poprzeć go w porannym głosowaniu. Część kardynałów, którzy obiecali poparcie dla d'Estouteville, pod wpływem nocnych rozmów zmieniło zdanie (Orsini, Castiglione, Calandrini, Fieschi, Tebaldi) lub nabrało wątpliwości (Borgia).
W porannym głosowaniu 19 sierpnia skrutatorami byli Izydor, d'Estouteville i Colonna. Po odczytaniu wszystkich kartek okazało się, że Piccolomini otrzymał aż dziewięć głosów. Głosowali na niego: Fieschi, Orsini, de la Cerda, Calandrini, Barbo, del Mila, de Mella, Castiglione i Jaime z Portugalii. Kardynała d'Estouteville poparło zaledwie sześciu elektorów, którymi byli de Coëtivy, Colonna, Izydor z Kijowa, Bessarion, Torquemada i prawdopodobnie Borgia. Pozostali trzej (d'Estouteville, Piccolomini i prawdopodobnie Tebaldi) głosowali na innych kandydatów. Następnie ogłoszono rozpoczęcie procedury akcesu. Nastąpiła długa cisza, przerwana dopiero przez Rodrigo Borgię, który oświadczył, że zmienia swój głos i oddaje go na Piccolominiego. Chwilę później to samo uczynił Tebaldi i Piccolominiemu brakowało już tylko jednego głosu. Kardynałowie Torquemada i Izydor podjęli wówczas próbę doprowadzenia do przerwania akcesu i odroczenia sesji, ale bezskutecznie. Rozstrzygająca okazała się niespodziewana wolta kardynała Colonny. Wystąpił on na środek sali i oświadczył: Ja również głosuję na kardynała ze Sieny i czynię go papieżem. W ślad za nim to samo uczynili pozostali i chwilkę później Bessarion zaczął gratulować Piccolominiemu jednomyślnego wyboru na Stolicę Apostolską. Nowy papież przyjął imię Pius II. Niedługo potem protodiakon Colonna ogłosił publicznie rezultat konklawe, a 3 września dokonał obrzędu koronacji nowego papieża.

## W kulturze masowej
Konklawe 1458 roku stanowi fabułę filmu Konklawe (2006, reżyseria: Christoph Schrewe).